# Titularbistum Assava
Assava ist ein Titularbistum der römisch-katholischen Kirche und heute ein Titularbistum.
Es geht zurück auf einen Bischofssitz in der gleichnamigen antiken Stadt, die in der Spätantike in der römischen Provinz Mauretania Sitifensis (heute nördliches Algerien) lag. Spätestens im Zuge der islamischen Expansion ging der Bischofssitz unter.
| Titularbischöfe von Assava |                                                                   |                                             |                   |                  |
| Nr.                        | Name                                                              | Amt                                         | von               | bis              |
| 1                          | Alfred-Jean Guyomard OMI                                          | emeritierter Bischof von Jaffna (Sri Lanka) | 22. Juli 1950     | 27. Februar 1956 |
| 2                          | Ramón Lizardi                                                     | Weihbischof in Caracas (Venezuela)          | 25. Mai 1956      | 30. Juli 1972    |
| 3                          | Magín Camerino Torreblanca Reyes                                  | Weihbischof in Texcoco (Mexiko)             | 23. Dezember 1972 | 18. April 1978   |
| 4                          | Alberto Aurelio Brazzini Diaz-Ufano                               | Weihbischof in Lima (Peru)                  | 1. Juni 1978      | 29. Mai 2001     |
| 5                          | Jonás Guerrero Corona                                             | Weihbischof in Mexiko (Mexiko)              | 27. Juni 2001     | 18. März 2011    |
| 6                          | José Aparecido Hergesse CR (vor der Bischofsweihe zurückgetreten) | Weihbischof in Vitória (Brasilien)          | 4. Mai 2011       | 10. Juni 2011    |
| 7                          | Piotr Greger                                                      | Weihbischof in Bielsko-Żywiec (Polen)       | 22. Oktober 2011  |                  |